# Ronald McDonald

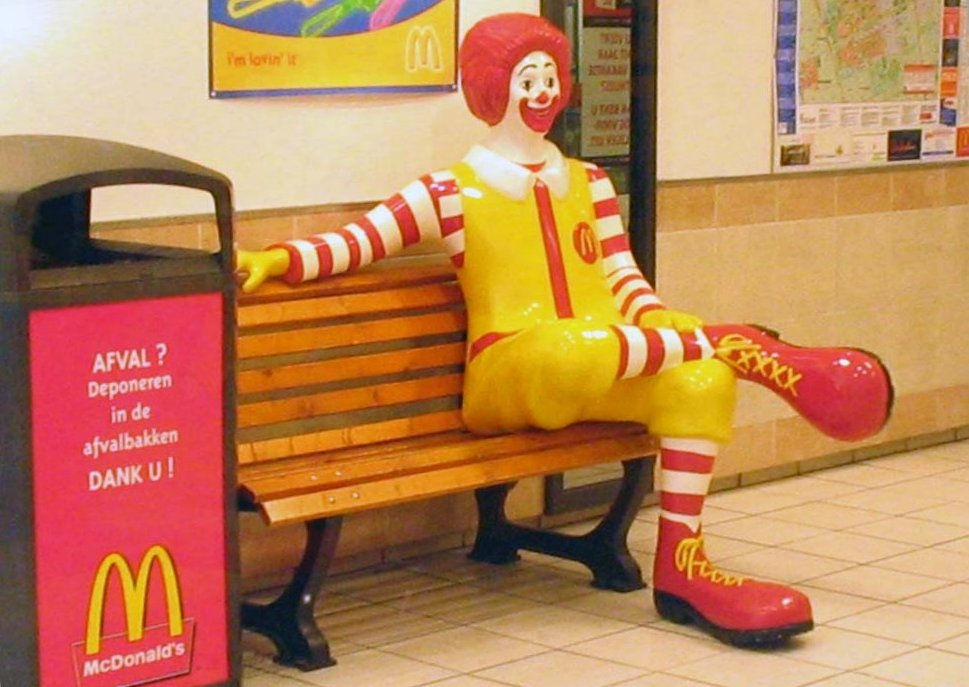
Ronald McDonald

Ronald McDonald és un personatge fictici vestit de pallasso i un dels símbols de la companyia de menjar ràpid McDonald's, també conegut com a Ronny o Ronny McDonald, i va a aparèixer per primer cop en 1963.
Segons el llibre Fast Food Nation (2001) el 96% dels infants dels Estats Units és capaç de reconèixer al pallasso. Això el converteix en un dels personatges més coneguts, gairebé com el Pare Noel.
El color del seu vestit és groc i vermell, i representa la mostassa i el quètxup, ingredients inseparables de l'hamburguesa, tot i que el seu aspecte no ha estat sempre el mateix. Com a imatge de marca que és, ha canviat molt amb els anys, adaptant-se als gusts dels clients. És típic trobar-se el personatge assegut en un banc descansant amb les cames creuades.

## Filmografia
- el Juego : (1977)
- Jugutes : (1980)
- Mickologo : (1982)
- Fraggles ROck : (1984)
- Luxo Jr : (1985)
- Tin Games : (1986)
- Red dream's : (1987)
- Tin TOy : (1988)
- Mac and Me : (1988)
- Knick Knack : (1989)
- Game Story : (1989)
- A tin toy christmas : (1991)
- Tin toy : (1992)
- Game Story 2 : (1993)
- Toy Story (juguetes) : (1995)
- Funny Games : (1 de januaro de 1997 - 12 juno 1999)
- Jerry's game : (1997)
- The avendutre of Ronald Mcdonald's, controle force : (1998)
- A bug's life : (1998)
- Mulan : (1998)
- The adventure of Ronald McDonald's, medieval force : (1999)
- Toy Story 2 : (1999)
- Buzz lightyear, el filmo : debuto aventura : (2000)
- L'aventura del Buzz Lightyear : (2000-2006)
- Monstra, Inc : (2001)
- The adventure of Ronald Mcdonald's : (2002)
- El Bigdil : (Septembro 2003- 23 julio 2004)
- Super Size Me : (2004)
- Game Story 3 : (2005)
- Logorama : (2009)
- Toy Story 3 : (2010)